# Семивье
Семивье — деревня в Торо́пецком районе Тверской области. Входит в состав Реча́нского сельского поселения.

## История
В списке населённых мест Торопецкого уезда Псковской губернии за 1885 год значится постоялый двор Семивье. 3 двора 30 жителей.
На карте РККА 1923—1941 годов обозначена деревня Семивье. Имела 4 двора.

## География
Деревня расположена в 20 километрах к юго-западу от города Торопец на автодороге Торопец — Пятницкое.
Климат
Деревня, как и весь район, относится к умеренному поясу северного полушария и находится в области переходного климата от океанического к материковому. Лето с температурным режимом +15…+20 °С (днём +20…+25 °С), зима умеренно-морозная −10…-15 °С; при вторжении арктических воздушных масс до −30…-40 °С.
Среднегодовая скорость ветра 3,5-4,2 метра в секунду.

## Население
| 2010 |
| ---- |
| 1    |

Население по переписи 2002 года — 4 человека.
Национальный состав
Согласно результатам переписи 2002 года, в национальной структуре населения русские составляли 75 % от жителей.